# سباستيان بيريز كاردونا
سباستيان بيريز كاردونا (بالإسبانية: Sebastián Pérez Cardona)‏ (مواليد 29 مارس 1993 بمدينة إنفيغادو بكولومبيا)، لاعب كرة قدم كولومبي يلعب حاليا في صفوف أتلتيكو ناسيونال بالدوري الكولومبي لكرة القدم، كما يشارك مع منتخب كولومبيا لكرة القدم حيث يتقن اللعب في مركز وسط الميدان الدفاعي.

## دولية
- كوبا أمريكا تحت 20 سنة: بطولة أمريكا الجنوبية للشباب تحت 20 سنة 2013

## روابط خارجية
- سباستيان بيريز كاردونا على موقع الاتحاد الدولي (مؤرشف)  (الإنجليزية)
- سباستيان بيريز كاردونا على موقع قاعدة بيانات كرة القدم.إي يو (الإنجليزية)
- سباستيان بيريز كاردونا على موقع ناشيونال فوتبول تيمز (الإنجليزية)
- سباستيان بيريز كاردونا على موقع Soccerway.com (الإنجليزية)
- سباستيان بيريز كاردونا على موقع عالم كرة القدم.نت (الإنجليزية)
- سباستيان بيريز كاردونا على موقع أوليمبيديا (الإنجليزية)
- سباستيان بيريز كاردونا على موقع AS.com (الإسبانية)